# Antônio Prado
Ne doit pas être confondu avec Antônio Prado de Minas ou Antônio da Silva Prado.
Antônio Prado est une ville de l'État du Rio Grande do Sul au Brésil.